# Dębołęka (województwo zachodniopomorskie)
Dębołęka – wieś w Polsce, położona w województwie zachodniopomorskim, w powiecie wałeckim, w gminie Wałcz.
W latach 1946–1954 i 1973–1976 była siedzibą gminy Dębołęka. W latach 1954–1972 wieś należała i była siedzibą władz gromady Dębołęka. W latach 1975–1998 wieś administracyjnie należała do województwa pilskiego.
Gmina Wałcz utworzyła sołectwo Dębołęka, które obejmuje Boguszyn oraz Dębołękę. Rada sołecka może się składać z 3–6 członków.

## Integralne części wsi
| SIMC    | Nazwa    | Rodzaj    |
| ------- | -------- | --------- |
| 0531068 | Boguszyn | część wsi |

## Edukacja
W miejscowości mieści się Szkoła Podstawowa, do której uczęszczają uczniowie z takich wiosek jak: Boguszyn, Dębołęka, Dobrzyca, Kłosowo, Rudki. 

## Kultura
Przy Szkole Podstawowej znajduje się biblioteka, z której mogą korzystać zarówno uczniowie jak i mieszkańcy. 

## Gospodarka
Na terenie miejscowości działają dwa duże gospodarstwa rolne pow. 150 ha, oraz ok. 5 od 30 do 150 ha. Mieszkańcy znajdują również zatrudnienie w pobliskich miejscowościach (przede wszystkim w Wałczu) oraz nadleśnictwie. 
We wsi działa urząd pocztowy (78-607).